# Berufsarmee

Weltkarte der Armeeformen:
keine (eigenen) Streitkräfte
keine Wehrpflicht (Freiwilligenarmee / Berufsarmee / ausgesetzt)
Wehrpflicht
Wehrpflicht, aber weniger als 20 % der Altersgruppe (beide Geschlechter) werden tatsächlich eingezogen.
keine Angaben

Eine Berufsarmee sind Streitkräfte deren Personal ausschließlich freiwillige Soldaten sind. In ihr dienen keine Soldaten, die Wehrdienst aufgrund einer Wehrpflicht leisten, sondern nur berufsmäßigen Wehrdienst aufgrund freiwilliger Verpflichtung (Soldaten auf Zeit und Berufssoldaten).

## Begriffe
Anstelle des Begriffes Berufsarmee werden verschiedene Begriffe verwendet bzw. vorgeschlagen, um den einen oder anderen Aspekt hervorzuheben bzw. klarzustellen.

### Freiwilligenarmee
Berufsarmee impliziert eine Organisation, ähnlich wie Polizei oder Grenzschutz, bei der die meisten Angehörigen bis zum Pensionsalter angestellt sind. Eine solche Streitkräftestruktur lässt sich aber nicht verwirklichen, da diese Organisation mittel- bis längerfristig überaltern würde und ihre Funktionsfähigkeit verlieren könnte. Um das klarzustellen, sollte laut einem NATO-Vertreter der Terminus Freiwilligenstreitkraft verwendet werden.
Auch der SPD-Bundestagsabgeordnete Manfred Opel, Brigadegeneral a. D., sprach sich 1996 für eine deutliche Unterscheidung zwischen Freiwilligenarmee und Berufsarmee aus.
Der Begriff Freiwilligenarmee bezieht sich klar auf Streitkräfte, die sich ausschließlich aus freiwilligen Berufsoffizieren und -unteroffizieren, freiwilligen Berufssoldaten und freiwilligen Zeitsoldaten zusammensetzen und eine Präsenzbereitschaft aufweisen.

### Berufsheer
Häufig werden die Begriffe Berufsheer und Berufsarmee synonym benutzt. Die Begriffe Heer und Armee beziehen sich im eigentlichen Wortsinn auf die Landstreitkräfte einschließlich ihrer eigenen Fliegerkräfte. Diese bilden mit den Luft- und Seestreitkräften, auch Luftwaffe und Marine genannt, die Gesamtstreitkräfte.

## Vorteile
Der Vorteil einer Berufsarmee gegenüber einer Wehrpflichtigenarmee ist der auf zeitgemäße Anforderungen besser zu optimierende Ausbildungsstand der Soldaten. Hinzu tritt die Senkung der Fluktuation in spezialisierten Aufgabenbereichen, was gegenüber Wehrpflichtarmeen das Ansammeln von Erfahrungswissen und die Fortentwicklung von „Best Practises“ deutlich fördert. Der klassische Vorteil der Wehrpflichtigenarmee, eine größere Zahl an Soldaten, hat spätestens in der Zeit nach dem Kalten Krieg – zumindest für entwickelte Industriestaaten – an Bedeutung verloren, da sich sowohl die modernen Kriegsszenarien und Konfliktbilder als auch die politisch vorgegebenen Aufgaben der Streitkräfte nachhaltig verändert haben. Gleichbedeutend in diesem Wandel sind rüstungstechnische Entwicklungen vor allem im Bereich der Informationstechnik.
Vorteile einer Berufsarmee sind:
- schnellere Verfügbarkeit
- Obwohl eine Berufsarmee als ökonomisch bessere Lösung angesehen wird und auch besser zu den Prinzipien einer Marktwirtschaft passt, ist zumindest umstritten, ob eine Professionalisierung und eine damit ermöglichte Umfangsreduzierung tatsächlich zu einer geringeren Belastung von Haushaltsmitteln führt.[3]

Kernpunkte der Diskussion zum heutigen Zeitpunkt sind:

Umfangszahlen und damit Personalkosten:
Strittig ist, ob die aus Rekrutierungsgründen allgemein für notwendig erachtete Attraktivitätssteigerung einschließlich eventuell notwendiger Werbeaufwendungen die zu erwartenden Einsparungen bei (geringbesoldeten) Wehrpflichtigen aufzehren oder nicht.

Ausrüstungsfragen:
Beachtliches Einsparpotenzial liegt im Bereich des für Ausbildungszwecke benötigten Gerätes. Denn der auszubildende Regenerationsbedarf einer Berufsarmee bedingt einen deutlich geringeren Aufwand als die umfängliche Rekrutenausbildung einer Wehrpflichtarmee.

Liegenschaften:
Eine weitere Verringerung der Standorte wegen geringerer Umfangszahlen, die Aufgabe überflüssiger Aus- und Weiterbildungseinrichtungen und die unter Experten notwendig erachtete Verschlankungen der Führungsorganisation lassen eine erhebliche Senkung der sich daraus ergebenden Betriebskosten erwarten.

## Nachteile
Nachteilig wirken sich aus:
- eine tendenziell niedrigere politische Hemmschwelle vor dem Einsatz der Armee, da „nur“ freiwillige Soldaten betroffen sind und weil der potenziell betroffene Kreis der Wahlbürger aus dem sozialen Umfeld der Soldaten marginalisiert wird.
- die weniger kontrollierbare Herausbildung und Verstärkung eines ausschließlich an sogenannten „soldatischen Tugenden“ orientierten Korpsgeistes mit Tendenzen zur Verselbständigung und damit möglicherweise einhergehender Verlust politischer und gesellschaftlicher Kontrolle („Staat im Staate“).
- es findet keine Vermittlung von militärischen Kenntnissen an die breite Bevölkerung statt, was im Falle eines Militärputsches jedoch Garant für die Selbstverteidigungsfähigkeit der Bevölkerung wäre.
- steigender Aufwand für die Nachwuchswerbung und Besoldung, um die Attraktivität des Soldatenberufes gegenüber den zivilen Berufsfeldern konkurrenzfähig zu gestalten.
- Verlust der schnellen Aufwuchsfähigkeit der Armee bei unvorhergesehenen Bedrohungen des Staatsgebietes, was aufgrund der heutzutage technisch anspruchsvollen Waffen ebenfalls von zunehmend niedrigerer Bedeutung ist, da Wehrpflichtige nicht den Umgang mit modernen Waffensystemen erlernen.
- Wegfall des Zivildienstes: strittig ist die Argumentation, ob der Wegfall der Zivildienstleistenden für das Sozialsystem höhere Kosten verursachen kann. Wehrpflichtbefürworter gehen davon aus, dass die Kosten steigen, Befürworter einer Freiwilligenarmee argumentieren mit den volkswirtschaftlichen Auswirkungen (Verhältnis Ausbildung und Einsatzzeit, "Fernbleiben" der Zivildienstleistenden aus dem Erwerbsleben) und dass die Kosten durch den Wegfall reduziert werden. Anlässlich der Volksbefragung zur Wehrpflicht in Österreich 2013 wurde vor allem die Höhe der Kosten von Wehr- und Zivildienst als Argument sowohl der Befürworter als auch der Gegner verwendet.

## Beispiel USA
Ein gutes Beispiel für die kontroversen Erfahrungen mit Berufsstreitkräften sind die USA. Prinzipiell galt und gilt in den USA Wehrpflicht. Während des Vietnamkrieges jedoch kam es zu Demonstrationen gegen den Krieg und die Regierung, große Teile der Bevölkerung (zumeist junge, wehrpflichtige) standen gegen den Staat auf. Aus Angst, nach Vietnam geschickt zu werden, versuchten (wie bereits im Verlauf des Zweiten Weltkrieges) viele junge Männer auszuwandern, ein Studium zu beginnen, der Nationalgarde beizutreten oder unterzutauchen, so dass es an Rekruten mangelte.
Gleichzeitig mit dem Rückzug aus Vietnam 1973 wurde die Wehrpflicht in den USA „ausgesetzt“. Die USA etablierten Berufsstreitkräfte, die heute als die schlagkräftigsten der Welt angesehen werden können. Doch seit Beginn des zweiten Irak-Krieges mangelte es den Streitkräften wieder an Rekruten. Immer aufwendigere Kampagnen sind nötig, um die Soll-Stärke der Armee, teils auch der als Arbeitgeber populäreren Marine und Luftwaffe zu erreichen.
Trotzdem ist die gesellschaftliche Bindung der Streitkräfte der Vereinigten Staaten ausgesprochen hoch und beispielsweise deutlich höher als bei der Bundeswehr in der Bundesrepublik Deutschland. Während in Deutschland schon vor Aussetzung der Wehrpflicht in Deutschland 2011 ein „wohlwollendes Desinteresse“ (Zitat Horst Köhler, ehemaliger Bundespräsident) vorherrschte, gelten US-Soldaten und US-Matrosen in den USA tendenziell als Helden und genießen durch den vorherrschenden starken Patriotismus ein hohes Ansehen.
Eine Wiedereinführung der Wehrpflicht wird zwar immer wieder diskutiert, gilt aber bislang als unwahrscheinlich.
Als Beispiel für Nachteile der US-Landstreitkräfte können entsprechend den oben aufgeführten Punkten folgende Entwicklungen aufgeführt werden. Heftige Proteste gegen den Irakkrieg wie zu Zeiten des Vietnamkrieges blieben aus. Es gab zwar Proteste, doch waren diese sehr viel verhaltener als während des Vietnamkrieges. Allerdings blieben die Verlustzahlen des Irakkrieges mit bisher (Stand November 2008) mehr als 4200 Gefallenen (die im Irak eingesetzten und umgekommenen Söldner sind hier nicht enthalten) auch weit hinter den 58.226 des Vietnamkrieges zurück.
Zur Problematik eines „Staates im Staate“ gibt es etliche Symptome: z. B. die ungeklärten Fragen zum Gefangenenlager Guantanamo und der Abu-Ghuraib-Folterskandal. Jedoch muss darauf hingewiesen werden, dass auch die Wehrpflicht nicht vor derartigen Verfehlungen schützt. So steht das Massaker von My Lai für eines der schlimmsten Kriegsverbrechen der amerikanischen Wehrpflichtarmee während des Vietnamkrieges.

## Geschichte
Die erste vergleichbare Berufsarmee moderner Ausprägung war die Armee im Römischen Reich, die durch Gaius Marius im Jahr 104 v. Chr. gegründet wurde. Nach dessen Niedergang kam es erst im späteren Mittelalter in Europa zur Aufstellung kleinerer stehender Verbände, im Auftrag der Städte zur Sicherung der Handelswege. Diese Verbände rekrutierten sich zumeist aus verarmten Rittern, denen sich so eine Verdienstquelle eröffnete.
Die Söldnerheere des späten Mittelalters und der Neuzeit können teilweise als Berufsarmeen aus Zwangsrekrutierten angesehen werden. Im 18. Jahrhundert dienten die Offiziere und Unteroffiziere als Freiwillige, während unter den angeworbenen Mannschaften auch zwangsverpflichtete Berufssoldaten waren. Die Repressionen und teilweise grausame Durchsetzung von Disziplin und Gehorsam hatte ungünstige Auswirkungen auf die Kampfkraft der Truppen im Vergleich mit aus Wehrpflichtigen bestehenden Verbänden. Dies trat besonders im Aufeinandertreffen von Napoleonischen und preußischen Truppen in der Schlacht von Jena und Auerstedt zu Tage, die mit der anschließenden weitgehenden Auflösung der preußischen Armee infolge ihrer Niederlage endete. Dem preußischen Beispiel folgend wurde nach den deutschen Einigungskriegen in nahezu allen europäischen Staaten die allgemeine Wehrpflicht eingeführt. Bis zur Beendigung des Kalten Krieges in den 1990er-Jahren waren Berufsarmeen eher selten, da die Militärstrategen eine große Armee als wichtiger ansahen als eine sehr gut ausgebildete kleine, aber schlagkräftigere Truppe. Nach dem Fall des „Eisernen Vorhangs“ wurden die europäischen Armeen Schritt für Schritt verkleinert und Mitte der 1990er-Jahre wurde als erstes in Belgien auch konsequenterweise auf die Wehrpflichtigen verzichtet.

## Verbreitung
In 20 von 28 EU-Ländern ist die Wehrpflicht ausgesetzt, beibehalten wurde sie nur in Estland, Finnland, Griechenland, Österreich und Zypern. Wiedereingeführt wurde sie 2015 in Litauen, 2017 in Schweden und 2024 in Lettland. 
24 der 32 NATO-Staaten haben Freiwilligen- bzw. Berufsarmeen, ausgenommen sind Estland, Finnland, Griechenland, Lettland, Litauen, Norwegen, Schweden und die Türkei.